# Goniophyto yaeyamaensis
Goniophyto yaeyamaensis är en tvåvingeart som beskrevs av Tadao Kano och Shinonaga 1964. Goniophyto yaeyamaensis ingår i släktet Goniophyto och familjen köttflugor. Inga underarter finns listade i Catalogue of Life.